# جورج ييتس
جورج ييتس (بالإنجليزية: George Yates)‏ (6 يونيو 1856 في المملكة المتحدة - 21 أغسطس 1925 في المملكة المتحدة) هو لاعب كريكت بريطاني (وحمل سابقاً جنسية المملكة المتحدة لبريطانيا العظمى وأيرلندا). لعب مع نادي مقاطعة لانكشر للكريكت ‏.